# Pasiphaea diaphana
Pasiphaea diaphana is een garnalensoort uit de familie van de Pasiphaeidae. De wetenschappelijke naam van de soort is voor het eerst geldig gepubliceerd in 1980 door Burukovsky & Romensky.